# صموئيل أسانتي
صموئيل أسانتي (بالإنجليزية: Samuel Asante)‏ هو لاعب كرة قدم غاني في مركز الوسط، ولد في 13 أغسطس 1989 في سونياني في غانا. لعب مع ريتشموند كيكرز.